# Faustkeil von Ludweiler

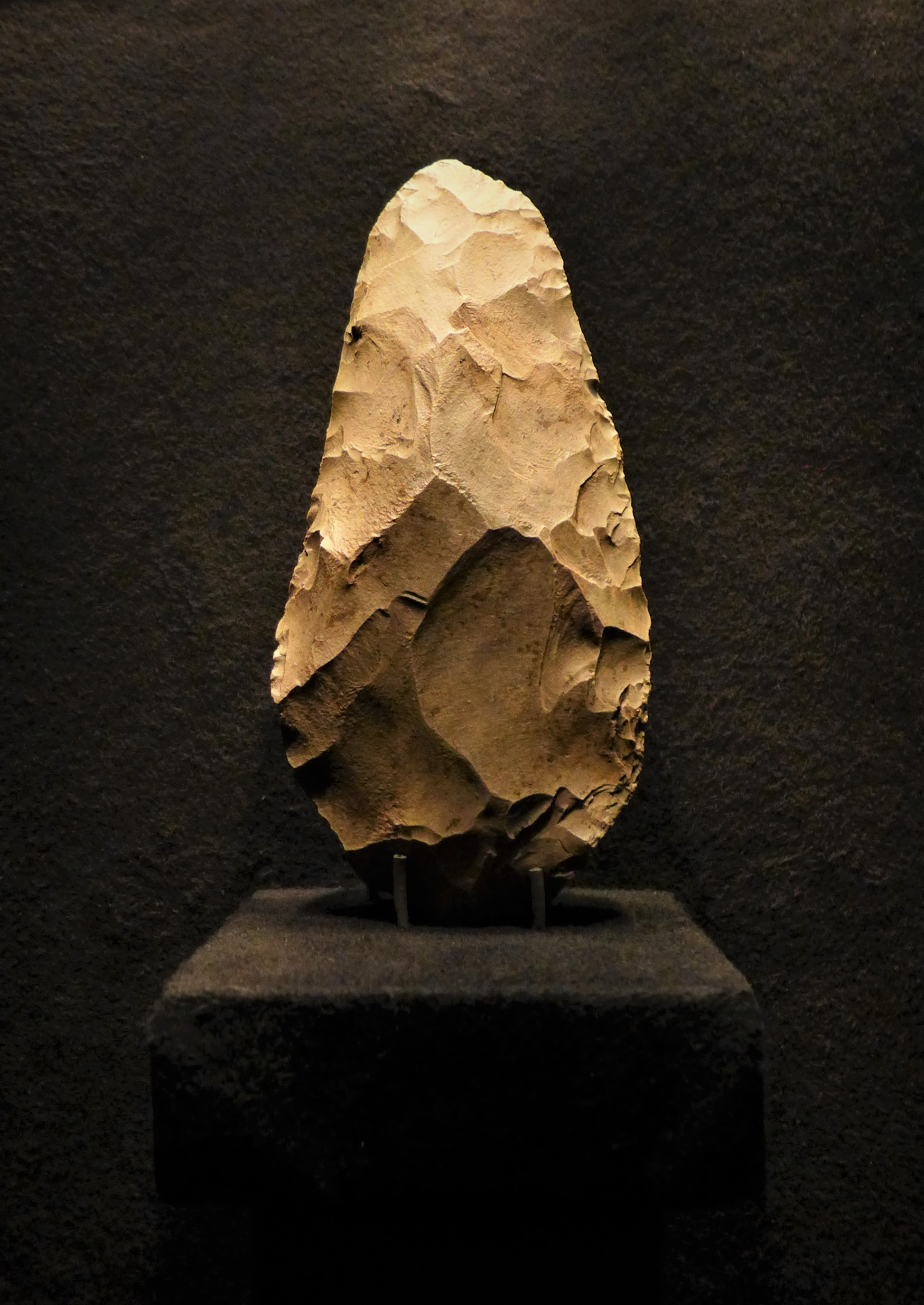
Der Faustkeil von Ludweiler, einem Stadtteil Völklingens

Der Faustkeil von Ludweiler zählt zu den ältesten Überresten menschlicher Tätigkeit im Saarland. Typologische Vergleiche ermöglichten die Einordnung des Stückes aus Ludweiler ans Ende des frühen Mittelpaläolithikums. Er muss also von einem Neandertaler angefertigt worden sein. Der Faustkeil entstand in großzügiger Annäherung vor etwa 120.000 Jahren und befindet sich heute im Museum für Vor- und Frühgeschichte Saarbrücken.

## Maße, Material
Das Werkzeug ist 4,6 cm stark, 10 cm breit und 22,1 cm lang. Im Gegensatz zu den Faustkeilen derselben Epoche aus dem Saarland und Luxemburg, die ausschließlich aus plattenförmigem Quarzit bestehen, wurde das Werkzeug aus Ludweiler aus Feuerstein angefertigt.

## Entdeckung
1940 wurde auf dem Gelände der ehemaligen Ludweiler Ziegelei – heute Dorf im Warndt – der Faustkeil entdeckt, als Soldaten eine Artilleriestellung ausschachteten.